# Battle of the Year
Battle Of The Year，簡稱BOTY，這是個源自於德國的大型國際街舞比賽，其歷史已有30年之久，在1990年，多個不同熱愛跳舞的地板舞團，在德國漢諾威組織了一個BOTY行前組織，由於他們極力的推廣，使得BOTY變的越來越國際化且越來越重要，這個活動的規模變的越來越盛大，每年都會有來自世界各國最頂尖的舞團前往德國共襄盛舉，而BOTY為了讓世界上更多的人知道，現在每年都會在各個不同國家舉辦。 （页面存档备份，存于）

## 系列格式

### 世界總決賽賽制
該形式首先包括一個展示回合，所有工作人員在其中執行不超過六分鐘的例行程序，展示他們在不同風格霹靂舞中的能力。評委通過根據節目評估某些標準來對所有參賽人員進行排名。
在展示回合之後，前四名的船員將被選中參加船員對船員的 季后賽。半決賽中，排名第一的隊伍對陣排名第四的隊伍，排名第二的隊伍對陣排名第三的隊伍。然後每場半決賽的獲勝者相互爭奪冠軍。
“最佳表演”獎也頒發給表現最佳的劇組。

### 評分標準
評委們根據藝術性和技術性這兩個主要元素來評估展示回合，每個元素都包含幾個標準。藝術元素包括主題、音樂、同步性和編舞等。技術元素包括Toprock、Uprock、Fontworks與Power moves等。

### 資格和預賽
世界總決賽的冠軍總是被直接邀請到次年的世界總決賽衛冕。所有其他隊伍都通過預賽獲得資格，儘管歷史上也有過一些直接邀請隊伍的情況（通常在該隊伍所在地區沒有預賽時）。
資格賽正朝著由個別國家預賽和地區預賽組成的兩步系統發展。從歷史上看，每個國家都有一個單獨的預賽，並派出一支隊伍參加世界總決賽；然而，這些年來各國的區域化程度越來越高。例如，從2007年開始，有一個新的BOTY亞洲區預賽，將前三名的選手送入世界總決賽；2006年及之前的幾年，韓國、日本、中國大陸、台灣等亞洲地區國家都有自己的預賽，各派出一支隊伍參加世界總決賽。

## 相關資訊
- 地板舞
- B-boy